# زنگ ایستگاه

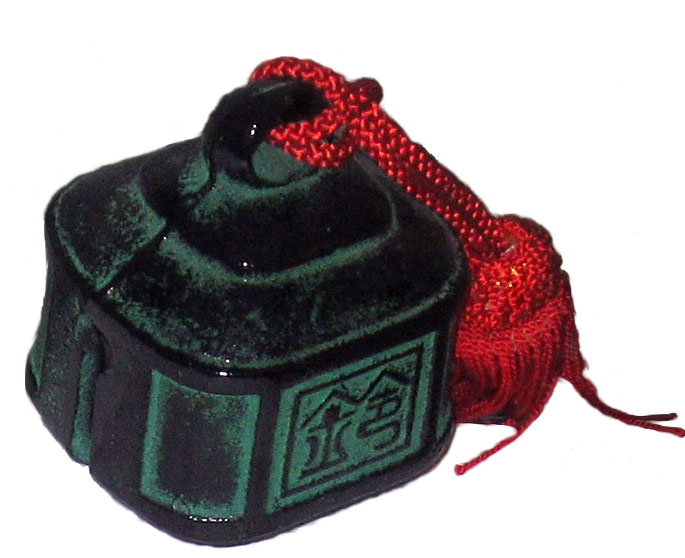

زنگ ایستگاه (به ژاپنی: 駅鈴، ekirei) اکی‌ری، زنگ‌هایی از مس قرمز بودند که توسط دولت مرکزی یا ادارات دولتی استان‌های محلی برای مقام‌های مسافرتی یا پیام‌رسان معروف به «اکیشی» (ekishi (駅使 صادر می‌شد. که به عنوان مدرک هویت عمل می‌کرد، آنها به آنها اجازه دادند اسب و نیروی کار در ایستگاه‌های پست تهیه کنند. هر کدام بین پنج تا بیست اسب پیام رسان بسته به درجه گوکی شیچیدو ارائه می‌دهند.
بسته به رتبه فرستاده، زنگ‌ها با تعدادی بریدگی مشخص می‌شدند که تعداد اسب‌هایی را که می‌توان درخواست کرد، تنظیم می‌کرد. یک شاهزاده خون سلطنتی درجه اول ده اسب دریافت می‌کند. در اعزام‌های فوری، اکیشی با زنگ‌ها سوار می‌شد تا بتواند در هر زمانی از روز یا شب بدون معطلی اسب‌ها را عوض کند.
این ناقوس‌ها همچنین به عنوان زنگ‌های پست جاده (اکیرو نو سوزو) یا زنگ‌های پایدار (اومایا نو سوزو) شناخته می‌شدند. این سیستم در قانون تایهو تأسیس شد. از سال ۷۰۱ و تا پایان قرن دوازدهم یا پایان دوره هی‌آن استفاده می‌شد که همراه با نابودی دولت متمرکز از بین رفت.